# 載勛

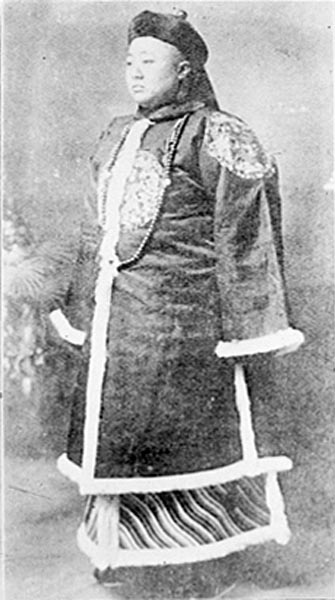
載勛

載勛（1854年1月24日—1901年2月21日），愛新覺羅氏，第九代莊親王奕仁二子，襲封莊親王，庚子拳亂時支持義和團殺害外國人，八國聯軍時隨慈禧太后西逃，於《辛丑和約》第二條被指為戰犯應予賜死，後自缢。

## 簡介
生于咸丰三年十二月二十六日（1854年1月24日），初封辅国公，光绪元年（1875年）袭庄亲王。
光緒二十六年（1900年），載勛力主借义和团力量排外。同年，慈禧下令對各國宣戰，載勛與剛毅統率京津義和團王大臣，並在王府設立拳壇，载勋自己也是身着短衣，头裹红巾，一副义和团打扮。不久又被任命为京师步军统领，悬赏捕杀洋人。各地义和团到北京后，先去庄王府挂号领取战斗任务。不久，在八国联军攻占北京城。慈禧太后带着光绪帝西逃，即“庚子西狩”。載勛、载漪等人随行。任行在查营大臣。
闰八月初二（1900年9月25日），下发谕旨，对庚子事变相关的宗室王公、官员进行惩处。“庄亲王载勋、怡亲王溥静、贝勒载濂、载滢均著革去爵职。端郡王载漪著从宽撤去一切差使。交宗人府严加议处。并著停俸”。闰八月初六（9月29日），仍命载漪、載勛随扈。
九月二十三日（11月13日），下发谕旨，他与载漪均暂交宗人府圈禁。预备军务平定后，发往盛京永远圈禁。同年十月二十八日（12月19日），再发谕旨，“前有旨将载漪、载勋革去爵职。交宗人府圈禁。俟军事平定后。发往盛京圈禁。现在正将开议。不可任其自便。致贻口实。前在蒲州途次。已有旨令载漪、载勋毋庸随扈。即著锡良就近于蒲州将该革王等派员管束。俟回銮日。再行解京圈禁。将此由五百里谕令知之。”
《辛丑條約》谈判时，載勛被指為禍首，终被清廷赐死。1901年2月21日，在山西省蒲州府（今永濟）自缢而死。

## 家庭
- 嫡福晉烏里雅罕氏，郡王色伯克多爾濟之女。
- 繼福晉馬佳氏，尚書紹祺之女。
- 側福晉宋佳氏，領催長明之女。原為媵妾（一作側室），光緒十九年晉封為側福晉[5]。
- 側福晉黃佳氏，啟明之女。原為媵妾（一作側室），光緒十九年晉封為側福晉[5]。
- 妾黃氏，黃升之女。

七子：第一子不入八分辅国公溥纲，第二子溥绮，第三子溥绅，第四子溥继，第五子候补笔帖式溥缄，第六子候补笔帖式溥经，第七子候补笔帖式溥绍。
庄亲王的王府原是明朝大太监刘瑾生前的住宅。八国联军进入北京后遭焚毁。民国时期被军阀李纯购买，拆移到天津，建了李氏祠堂（今南开文化宫），据说是为了挖掘传说中的地下藏宝。太平仓原庄亲王府址，改建了平安里、志兴里，设立了平安里经租处。